# Blanca Ovelar
Blanca Margarita Ovelar Valiente (Concepción, 2 de septiembre de 1957) es una docente y política paraguaya. Desde 2013 es senadora nacional, por el Partido Colorado.
Anteriormente fue ministra de Educación de 2002 a 2007 y candidata a la presidencia de la República en las elecciones generales de 2008.

## Primeros años

### Familia
Blanca Margarita Ovelar Valiente nació el 2 de septiembre de 1957 en Concepción, hija de Vicente Ovelar Lamas y María Edelmilda Valiente. Su padre fue un conocido socialista de Concepción, afín al Partido Revolucionario Febrerista.

### Educación
Durante su educación secundaria fue premiada por sus logros académicos y deportivos, conformando la selección femenina de básquetbol de Concepción, consagrándose tetracampeona nacional.
En 1977 obtuvo el título de profesora de educación primaria, al graduarse del Centro Regional de Educación "Dr. Juan E. O'Leary". Luego, en 1980, obtuvo el de orientadora educacional y vocacional, del Instituto Superior de Educación "Dr. Raúl Peña".
En 1990 obtuvo una licenciatura en psicología, especializada en orientación educacional, al graduarse de la Universidad Nacional de Asunción.
En 2002 obtuvo un magíster en ciencias de la educación de la Universidad Católica de Asunción. En 2009 obtuvo un doctorado en psicología de la Universidad Nacional de Asunción.

### Matrimonio e hijos
En 1985, Ovelar contrajo matrimonio con Ramón Duarte Rodas, con quien tuvo tres hijos: Vicente Enrique, Ramón Hernando, y Rafael Augusto.

## Trayectoria política

### Ministra de Educación (2002-2007)
El 15 de abril de 2002 fue designada ministra de Educación y Cultura, por el presidente Luis González Macchi. Continuó ejerciendo este cargo bajo la presidencia de Nicanor Duarte Frutos, con quien forjaría una fuerte amistad y alianza política, convirtiéndose en una de las mayores referentes de su facción del Partido Colorado, el movimiento Progresista Colorado.

### Elecciones generales de 2008
En 2007 se convirtió en la precandidata del oficialismo para la presidencia de la República, renunciando a su cargo de ministra el 2 de julio de ese año, para poder dedicarse a la campaña.

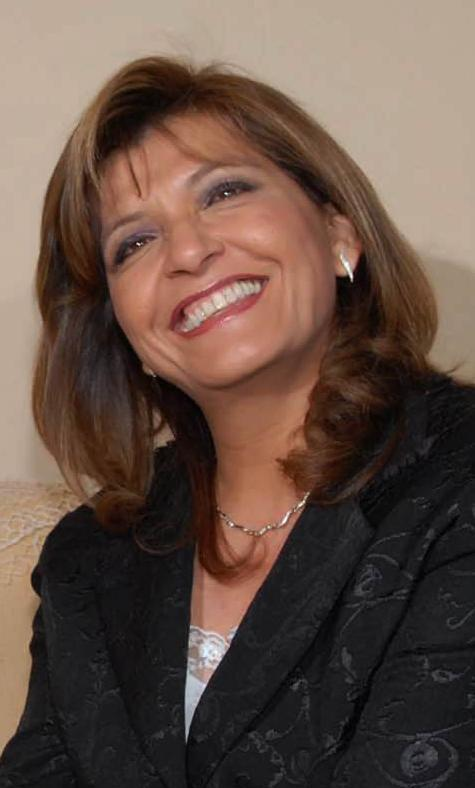
Ovelar en 2008.

En las internas coloradas del 2007 derrotó a Luis Alberto Castiglioni, quien anteriormente había sido vicepresidente de Duarte Frutos, pero terminó enemistándose con él. De esta forma se convirtió en la candidata presidencial del Partido Colorado para las elecciones generales del 2008, representando al movimiento del presidente Duarte Frutos, autodenominado socialista y humanista.
Finalmente, en las elecciones generales del 2008 fue derrotada por el obispo Fernando Lugo, de la Alianza Patriótica para el Cambio. De esta forma terminaron 61 años seguidos de gobiernos colorados en Paraguay, lo que golpeó fuertemente al movimiento político de Ovelar y Duarte Frutos.

### Senadora nacional (2013-)
En las elecciones generales de 2013 fue electa senadora nacional, cargo que ejerce desde el 1 de julio de ese año hasta la actualidad.